# جرثوم شاطئي معتزل الرواسب
جرثوم شاطئي معتزل الرواسب (الاسم العلمي: Limnobacter litoralis) هي نوع من البكتيريا، سلبية الغرام، تتبع الجرثومات معتزلة الرواسب.